# William de Culworth
Sir William de Culworth (auch of Culworth) († um 8. Juli 1242) war ein englischer Richter und Ritter. Von 1235 bis zu seinem Tod diente er als Richter am obersten Gericht für weltliche Streitfälle in England.

## Herkunft
William de Culworth entstammte einer Familie des Ritterstands aus Northamptonshire. Er war der älteste Sohn von Robert de Culworth und besaß als Lehen der Familie Pinkeney die Güter Culworth und Sulgrave in Northamptonshire sowie Ellington bei Maidenhead in Berkshire. Dazu hatte er noch kleinere Besitzungen in Northamptonshire und in Essex. Im April 1226 hatte er die Vormundschaftsverwaltungen für die beiden Töchter von Brian le Ewer und deren Erbe erworben, zu dem Landbesitz in Surrey, Essex, Suffolk und Yorkshire gehörten. Diese Besitzungen blieben bis längstens 1235 unter seiner Verwaltung.

## Dienst als Beamter und Richter
Während des Ersten Kriegs der Barone stand er auf der Seite der Rebellen gegen den König. Nach dem Ende des Kriegs unterstützte er die Regierung, die für den minderjährigen König Heinrich III. die Regentschaft führte. 1224 wurde er Sheriff von Essex und Hertfordshire, nachdem er zuvor vermutlich schon als Under-Sheriff gedient hatte. Dieses Amt behielt er bis zur Machtübernahme von Peter de Rivallis im Juli 1232. Vom 6. Mai 1232 bis zum 2. Mai 1233 war er Sheriff von Berkshire. Nach dem Sturz der Regierung von Rivallis war er vom 29. Mai 1234 bis zum 3. Mai 1236 wieder Sheriff von Essex und Hertfordshire. Ab Ende September 1240 war er Sheriff von Northamptonshire. Da im Herbst 1235 zahlreiche Richter des Common Bench Gerichtsreisen durch mehrere Grafschaften durchführten, wurde Culworth zu Michalis 1235 zusammen mit John de Kirkby zum Richter am Common Bench ernannt. Dort leitete er unter der Aufsicht von Thomas of Moulton Verhandlungen. Daneben leitete er ab August 1236 zusammen mit dem Richter Adam Fitz William mehrere Assize Courts in Northamptonshire, aber auch in anderen Grafschaften. Ab 1237 erhielt er ein jährliches Gehalt von £ 20. Er starb unerwartet um den 8. Juli 1242.

## Familie und Erbe
Culworth hatte Philippa geheiratet, die ihn überlebte. Sein Erbe wurde sein gleichnamiger Sohn William, der ab 1240 bereits als sein Under-Sheriff in Northamptonshire gedient hatte.